# Меган Фегі
Меганн Фегі — американська актриса. Її першою помітною роллю була роль Ханни О'Коннор у денній мильній опері ABC One Life to Live з 2010 по 2012 рік. Після перших двох ролей у кіно — в драмах Those People та Burning Bodhi (обидві 2015 року) — у Меган Фегі відбувся прорив у кар'єрі завдяки головній ролі в драматичному серіалі «Жирний шрифт» каналу Freeform (2017—2021), де вона зіграла Саттон Брейді.
2022 року Фегі отримала схвальні відгуки критиків за головну роль у другому сезоні антологічного серіалу HBO «Білий лотос», за яку була номінована на премію «Еммі» у категорії «Найкраща акторка другого плану в драматичному серіалі». Після цього знялася в детективному серіалі Netflix The Perfect Couple (2024), трилері Drop (2025) та мінісеріалі Sirens (2025) за останній із яких була номінована на премію «Еммі» у категорії "Найкраща акторка в мінісеріалі або телефільмі.

## Особисте життя
З юних років Фегі співала на різних заходах у рідному місті Лонгмідоу, штат Массачусетс. Однак її першою сценічною роллю була роль Дороті Ґейл у виставі «Чарівник країни Оз» для старших класів середньої школи Лонгмідо. Фегі працювала офіціанткою в The Gray Dog у Нью-Йорку та нянею на початку своєї кар'єри.

## Кар'єра

### Театр
Влітку 2008 року Фегі брала участь у відкритих конкурсах і була обрана на роль резервної Дженніфер Даміано на роль Наталі Гудман у постановці Arena Stage «Next to Normal» наприкінці 2008 року. Вона залишилася з акторським складом під час його переведення до театру Бут на Бродвеї, який попередній перегляд розпочато 27 березня 2009 року. 19 липня 2010 року, після того, як Даміано покинув акторський склад, щоб підготуватися до бродвейського мюзиклу «Людина-павук: Вимикай темряву» напередодні, Фегі взяв на себе роль головного актора Наталі разом з Марін Маззі в ролі матері Діани та Джейсона Даніелі в ролі батька. Ден. Маккензі Мозі замінила її як резервну Наталі. Фегі грала цю роль на Бродвеї до його закриття 16 січня 2011 року.
У грудні 2010 року було оголошено, що Фегі взяла участь у постановці сценічної адаптації, основаної на культовому класичному серіалі Disney 1992 року. Paper Mill Playhouse взяв участь у мюзиклі для свого сезону 2011—2012 років, а виробництво тривало з 15 вересня по 16 жовтня 2011 року, хоча Фегі не брала участі в цій постановці. Вона також записала демо для творів композиторів, як-от Брі Лоудермілка і Кейт Керріган «The Unauthorized Autobiography of Samantha Brown» 2009 року, і продовжує виступати в концертних ревю як головна героїня аж до 1 березня 2011 року.
У травні 2011 року Меган коротко повторила свою роль Наталі Гудман у першому національному турі «Next to Normal» у перший тиждень зупинки в Сент-Полі, Міннесота. Емма Хантон, яка була обрана в турне, взяла відпустку, щоб завершити семінар у Нью-Йорку. Фегі приєдналася до решти основного акторського складу туру: Еліс Ріплі в ролі Діани, Аса Сомерс в ролі Дена, Джеремі Кушнієр в ролі доктора Меддена та Престон Седлейр в ролі Генрі. У липні 2011 року було оголошено, що Фегі взяла участь у фільмі «Неавторизована автобіографія Саманти Браун» в Goodspeed Opera House. Вона повторила свою роль головної героїні, коли вистави почалися 4 серпня 2011 року і тривали до 28 серпня 2011 року.
У січні 2012 року Фегі з'явилася на одновечірньому концертному читанні «Сутінки: мюзикл на нових світових сценах» у ролі Белли. У січні 2015 року Фегі брала участь у постановці We Are The Tigers у Feinstein's/54 Below, співаючи як Райлі Вільямс.

### Телебачення та фільми
Фегі вперше з'явилася в серіалі ABC One Life to Live в лютому 2010 року як студентка коледжу Ханна О'Коннор. Вона описала свою героїню такими словами: «переслідувала колишнього хлопця; передозувала знеболювальне; має фіксацію на студентці; була свідком злочину». Роль закінчилася в листопаді 2010 року, коли Фегі з'явилася як Ханна у двох наступних епізодів у січні 2012 року.
Інші телевізійні ролі охоплюють гостьову появу в серіалі «Пліткарка» в ролі Девін. 2011 року Фегі з'явилася у фільмі Hallmark Hall of Fame The Lost Valentine як молода мати 1940-х років, Керолайн Томас, з Бетті Вайт у ролі Керолайн у сучасності та Дженніфер Лав Гьюїтт як репортерки, яка дізналася історію Керолайн. Наступного року Фегі з'явилася в мінісеріалі «Політичні тварини» в ролі амбітної блогерки Джорджії та знялася в «Необхідній грубості» в ролі Олівії ДіФлоріо, репетиторки, яка стала подругою сина головного героя.
У 2016 році Фегі отримала роль Саттон Брейді в драматичному серіалі Freeform Жирний шрифт, прем'єра якого відбулася 20 червня 2017 року. Вона отримала похвалу за свою гру в цій ролі, причому один рецензент зазначив, що «Фегі, показуючи одну з найчарівніших і недооцінених вистав на телебаченні, продовжує визначати газовану, іноді непристойну комічну смугу шоу з вишуканим хронометражем і особливою здатністю до провокацій, які трохи боляче». У листопаді 2020 року її взяли на одну з головних ролей у драматичному фільмі «Незламний хлопчик».
У лютому 2022 року Фегі було обрано на головну роль Дафни Салліван, жінки, яка відпочиває з чоловіком, у другому сезоні драматичного серіалу HBO «Білий лотос». Вона пройшла прослуховування на роль Олександри Даддаріо в першому сезоні «Білого лотоса». Її гру у другому сезоні було високо оцінено, а Vanity Fair оголосив, що Фегі стане «проривною» зіркою другого сезону серіалу. Едріан Хортон з The Guardian також похвалив Фегі та заявив, що саме «гра Фегі підносить її [персонаж] із масштабного до захопливо непередбачуваного та незбагненного».

## Фільмографія

### Фільм
| Рік  | Українська назва     | Оригінальна назва | Роль          |
| ---- | -------------------- | ----------------- | ------------- |
| 2015 |                      | Those People      | London        |
| 2015 |                      | Burning Bodhi     | Lauren        |
| 2016 | Небезпечна гра Слоун | Miss Sloane       | Клара Томсон  |
| 2016 |                      | Our Time          | Jen           |
| 2024 |                      | Your Monster      | Jackie Dennon |
| 2025 | Фатальний меседж     | Drop              | Вайолет       |

### Телебачення
| Рік       | Українська назва                    | Оригінальна назва                 | Роль                           |
| --------- | ----------------------------------- | --------------------------------- | ------------------------------ |
| 2009      | Пліткарка                           | Gossip Girl                       | Devyn                          |
| 2010–2012 |                                     | One Life to Live                  | Hannah O'Connor                |
| 2011      |                                     | The Lost Valentine                | Young Caroline Robinson Thomas |
| 2011      | Гарна дружина                       | The Good Wife                     | Shelby Hale                    |
| 2012      |                                     | Necessary Roughness               | Olivia DiFlorio                |
| 2012      |                                     | Political Animals                 | Georgia Gibbons                |
| 2012      | Пожежники Чикаго                    | Chicago Fire                      | Nicki Rutkowski                |
| 2013      |                                     | It Could Be Worse                 | Joy                            |
| 2014      | Закон і порядок: Спеціальний корпус | Law & Order: Special Victims Unit | Jenny Aschler                  |
| 2015      |                                     | The Jim Gaffigan Show             | Maria                          |
| 2015      | Блакитна кров                       | Blue Bloods                       | Lacey Chambers                 |
| 2017–2021 | Жирний шрифт                        | The Bold Type                     | Саттон Брейді                  |
| 2018      |                                     | Deception                         | Alicia Davis                   |
| 2019      |                                     | Just Add Romance                  | Carly                          |
| 2022      | Білий лотос                         | The White Lotus                   | Daphne Sullivan                |
| 2024      | Чудова пара                         | The Perfect Couple                | Мерріт Монако                  |